# Raymond, New Hampshire
Raymond är en kommun (town) i Rockingham County i delstaten New Hampshire, USA med 10 138 invånare (2010). 

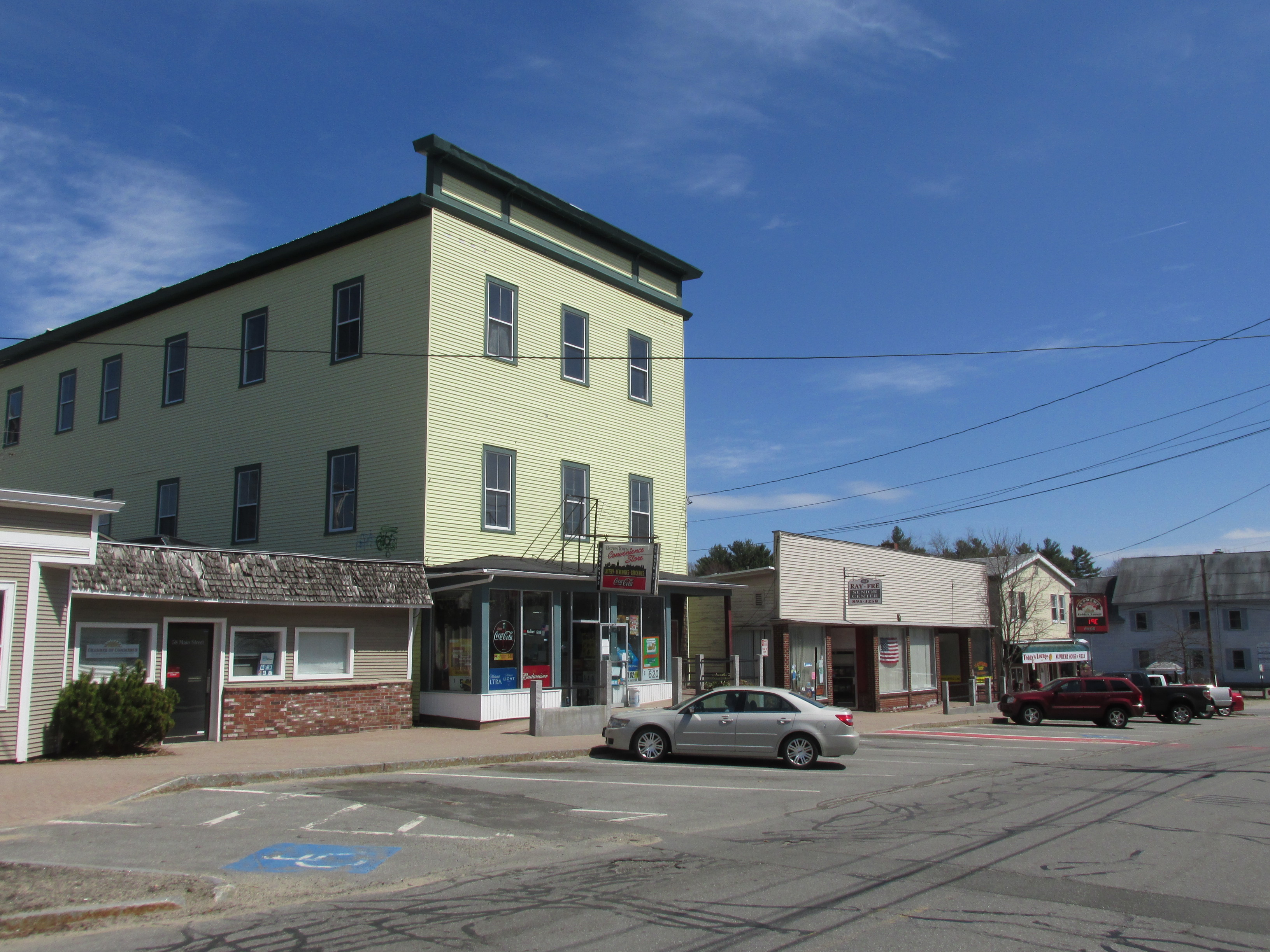